# Sainte-Menehould
Sainte-Menehould [ˌsɛ̃tməˈnu] ist eine französische Gemeinde mit 4166 Einwohnern (Stand 1. Januar 2022) im Département Marne in der Champagne in der Region Grand Est. Sie gehört zum Arrondissement Châlons-en-Champagne und zum Kanton Argonne Suippe et Vesle.
Die offizielle Schreibung ist ohne Akzente, doch finden sich vereinzelt auch die Schreibungen Ménehould und Ménéhould. Namensgeberin des Ortes ist die Schwester (Menehould, Menechilde oder Manechildis) des ersten Bischofs von Châlons-en-Champagne, Saint Memmie (Ende 3. Jh.), die ebenso wie dieser als Heilige verehrt wird. Die Einwohner der Stadt werden auf Französisch Ménehildien(s) genannt.

## Geographie
Die Stadt liegt am Fluss Aisne, an der Einmündung des linken Nebenflusses Auve.
Der Bahnhof Sainte-Menehould lag an der Kreuzung der Bahnstrecke Saint-Hilaire-au-Temple–Hagondange mit der Bahnstrecke Amagne-Lucquy–Revigny.

## Geschichte
Der in gallorömischer Zeit unter dem Namen Castrum Conthense bekannte Ort kam im Jahr 1200 an Graf Theobald III. der Champagne.  Seine Witwe, Blanka von Navarra, ließ den Schloßhügel (die „Butte“) befestigen. Diese Befestigung wurde zur Zeit des Königs Franz I. durch Girolamo Marini verstärkt. Die völlig aus Holz gebaute Stadt brannte 1719 nieder. Den Wiederaufbau führte der königliche Ingenieur Philippe de la Force aus.
Zur Zeit der Französischen Revolution war Sainte-Menehould eine Poststation an der Chaussee von Paris nach Verdun, wo die Überland-Postkutschen ihre Pferde wechselten.
Am Abend des 22. Juni 1791 fertigte Postmeister Jean Baptiste Drouet eine Reisegesellschaft ab, die aus einer Berline, einem Einspänner und mehreren Reitkurieren bestand und es offenbar sehr eilig hatte. Obwohl die Pässe auf eine real existierende Baronin von Korff ausgestellt waren, erkannte Drouet die Reisenden kurz nach ihrer Abfahrt auf Bildern: Es waren König Ludwig XVI. von Frankreich und Königin Marie-Antoinette auf ihrer Flucht ins Ausland. Drouet ließ die folgenden Postrelais und Garnisonen alarmieren, so dass das Königspaar noch in der Nacht in Varennes-en-Argonne festgenommen werden konnte.
Bis zum 31. März 2017 war die Stadt Unterpräfektur und Sitz des Arrondissements im Département Marne – es bestand aus 67 Gemeinden und gehörte zu den am dünnsten besiedelten Regionen des Landes.
| Bevölkerungsentwicklung | Bevölkerungsentwicklung | Bevölkerungsentwicklung | Bevölkerungsentwicklung | Bevölkerungsentwicklung | Bevölkerungsentwicklung | Bevölkerungsentwicklung | Bevölkerungsentwicklung | Bevölkerungsentwicklung |
| ----------------------- | ----------------------- | ----------------------- | ----------------------- | ----------------------- | ----------------------- | ----------------------- | ----------------------- | ----------------------- |
| Jahr                    | 1962                    | 1968                    | 1975                    | 1982                    | 1990                    | 1999                    | 2006                    | 2018                    |
| Einwohner               | 4270                    | 5392                    | 5772                    | 5667                    | 5177                    | 4979                    | 4662                    | 4150                    |

## Sehenswürdigkeiten

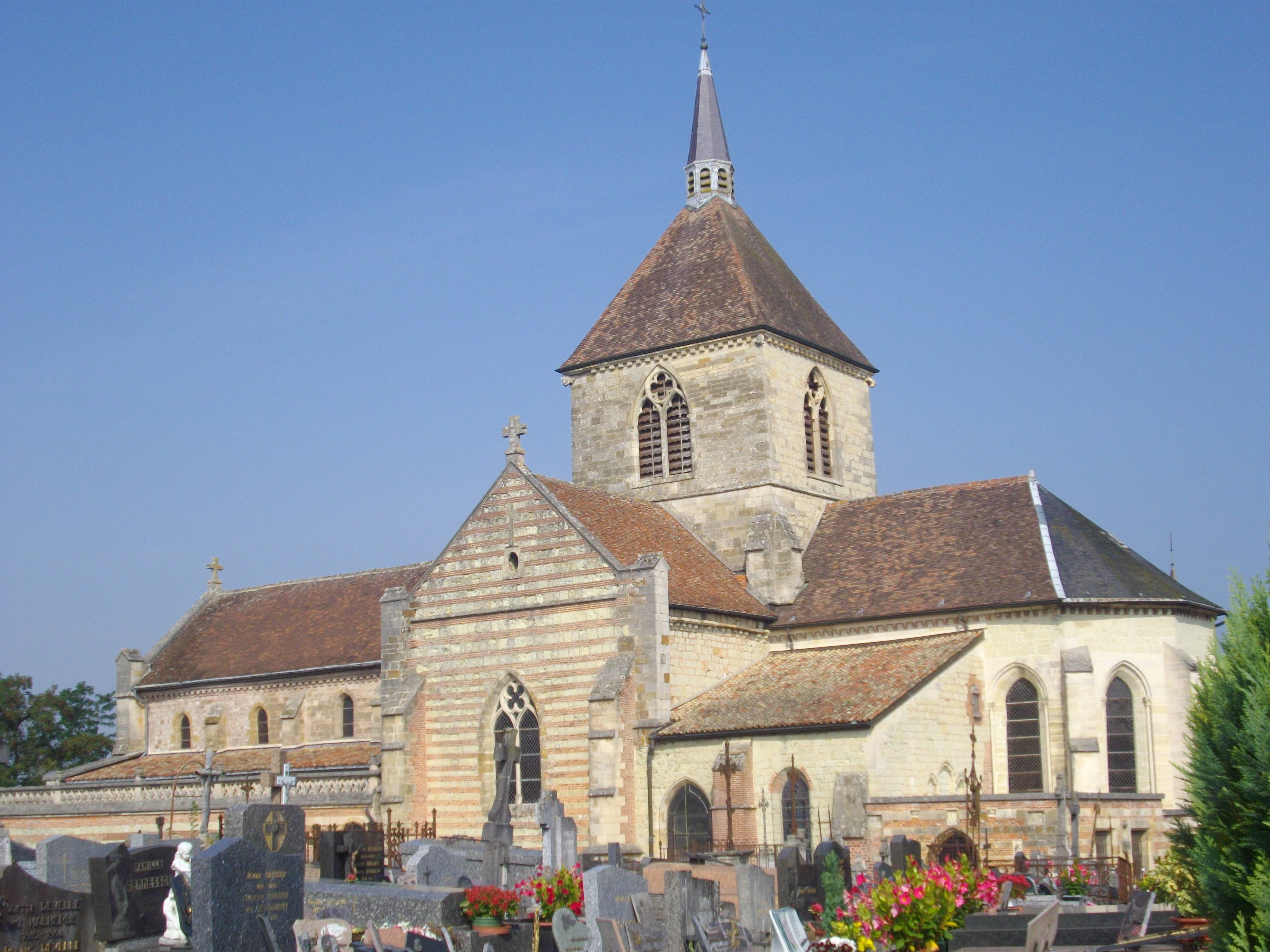
Kirche Notre-Dame-du-Château

Die Kirche Notre-Dame-du-Château in der Oberstadt stammt aus dem 13. Jahrhundert. Sie ist eine dreischiffige Basilika. Das Mittelschiff des Chors und die polygonale Apsis stammen vom Beginn dieses Jahrhunderts, während die Seitenkapellen des Chors erst in der Jahrhundertmitte angefügt wurden. Das Schiff mit fünf Jochen wurde im 15. und im 18. Jahrhundert verändert. Das Bauwerk steht als Monument historique unter Denkmalschutz.
Das Rathaus (Hôtel de Ville) an der Place du Général Leclerc wurde nach dem Brand von 1719 im Jahr 1730 von Philippe de La Force errichtet. Die Vorderfront gilt als gutes Beispiel für den Stil der königlichen Agentur von Jules Hardouin-Mansart, Robert de Cotte und Jacques Gabriel.

## Städtepartnerschaft
Seit 1965 besteht eine Städtepartnerschaft mit der deutschen Stadt Bruchsal in Baden-Württemberg.

## Persönlichkeiten
- Menehould, 1379 heiliggesprochen
- Dom Pérignon (~1638–1715), Mönch des Benediktinerordens
- Jean Baptiste Drouet (1763–1824), Revolutionär
- Alfred Margaine (1870–1953), Politiker
- Michel Crozier (1922–2013), Soziologe